# Mikołaj Niedźwiedzki
Mikołaj Niedźwiedzki (ur. 11 grudnia 1893 w Kijowie, zm. po 1976 w USA) – polski kompozytor i muzykolog, poeta, przyjaciel Jarosława Iwaszkiewicza.

## Życiorys
Syn Franciszka Niedźwiedzkiego, właściciela sklepu w Kijowie oraz Niemki Urban. Uczył się w kijowskim liceum (gimnazjum) nr 4, gdzie w 1909 poznał Iwaszkiewicza. W 1910 Niedźwiedzki z powodu zawodu miłosnego porzucił szkołę. W trakcie rewolucji październikowej większość rodzeństwa Niedźwiedzkiego zmarła z wycieńczenia. Od 1920 do 1922 prowadził zajęcia w szkole muzycznej i jednocześnie w okresie 1920-1927 był nauczycielem muzyki w zawodówkach kolejowych. W tym okresie przez dwa lata oprócz pracy pedagoga dorabiał jako stróż leśny. W 1927 ukończył Muzyczny Instytut im Łysenka w specjalizacji twórczo-kompozytorskiej i został formalnie kompozytorem. Od 2 II 1932 do 1936 był kierownikiem kompozycji na uczelni muzycznej w Aszchabadzie w Turkmenistanie, a od 1936 był docentem i dziekanem wydziału kompozycji Państwowego Konserwatorium Muzycznego w Kijowie, gdzie został też profesorem. Jesienią 1943 wywieziony do Niemiec, po odzyskaniu wolności został w Niemczech w Bawarii w Deggendorf, gdzie żył przez 6 lat udzielając prywatnych lekcji muzyki. Następnie 6 lat spędził w Maroku w Casablance, skąd w październiku 1958 wyjechał do Waszyngtonu w USA, gdzie pracował do emerytury jako profesor muzyki w Ukrainian Music Institute w Nowym Jorku. 
Niedźwiedzki adoptował w czasie II wojny światowej chłopca, którego następnie wychowywał w Niemczech. Chłopiec ten Kosimo Dmitrik został następnie doktorem historii i poetą – opublikował zbiór wierszy Miroir des vanités. (Illuistrations de Robert Steichen,Bruxelles/Paris, Editions Brepols, 1965).

## Przyjaźń z Iwaszkiewiczem
Iwaszkiewicz w swych wspomnieniach poświęca Niedźwiedzkiemu odrębny rozdział (pt. Kola Niedźwiedzki), wskazuje na Mikołaja, jako jednego z dwóch najbliższych przyjaciół młodości i osobę, która bardzo wpłynęła na jego rozwój intelektualny i artystyczny. Dedykował Mikołajowi Niedźwiedzkiemu wiersz Quattrocento (1910). 
Wspólnie skomponowali w 1911 sonatę f-moll, a następnie pracowali nad nieukończoną operą. Prowadzili też nieformalną grupę poetycko-filozoficzną, napisali kilka komedii, jednak najwięcej uwagi poświęcali muzyce. Bliskie stosunki utrzymywali aż do śmierci Niedźwiedzkiego. 

## Twórczość Niedźwiedzkiego
Z poezji Niedźwiedzkiego opublikowano jeden sonet (Jesień, sonet XXIX) w książce J. Iwaszkiewicza „Książka moich wspomnień” oraz w artykułach Kłobukowskiej. Szereg innych wierszy i kompozycji jest przechowywanych w rękopisach w Muzeum im. Anny i Jarosława Iwaszkiewiczów w Stawisku. Są tam m.in. pieśni pisane do słów utworów Iwaszkiewicza i Krzysztofa Kamila Baczyńskiego. 